# Острів (Борисовський район, Веселівська сільська рада)
Острів (біл. вёска Востраў) — село в складі Борисовського району Мінської області, Білорусь. Село підпорядковане Веселівській сільській раді, розташоване в північно-східній частині області.